# 흔도
인두(몽골어: Индү, Indü, 한국 한자: 忻都 흔도, ? ~ ?)는 원나라의 장수이다. 칭기즈칸의 아우 테무게(帖木格)의 6세손으로, 오고타이 한국의 카이두, 차가타이 한국의 두아와 함께 반란을 일으킨 종왕(宗王) 나얀(乃顔)의 조카뻘이다.

## 개요
1271년 둔전군(屯田軍)을 통솔하는 봉주경략사(鳳州經略使)로 고려에 들어와 동료 홍다구, 고려 김방경과 협력하여 삼별초의 난을 진압하였다.
1274년 고려와 원나라 연합으로 일본을 원정할 때 일본 정토도원수(征討都元帥)가 되어 원군·고려군을 합세하여 쓰시마·이키(壹岐)·마쓰우라(松浦)를 점령하고 하카타(博多)에 이르렀으나, 태풍으로 철수하였다.
1281년 정동행성사(征東行省事)가 되어 다시 고려에서 동로군(東路軍)을 거느리고 일본을 침공하려 하였으나, 재차 실패하여 고려를 거쳐 귀국하였다.

## 관련 작품

### 드라마
- 《호조 토키무네》 (2001년, NHK 대하드라마) - 슈켄(修健)

## 같이 보기
- 홍다구
- 김방경
- 원나라의 일본 원정